# Tesla Semi
Tesla Semi — электрический грузовик (седельный тягач капотного типа), разработанный и выпускаемый компанией Tesla, презентация которого состоялась 16 ноября 2017 года. Производство стартовало спустя пять лет, в октябре 2022 года.

## История

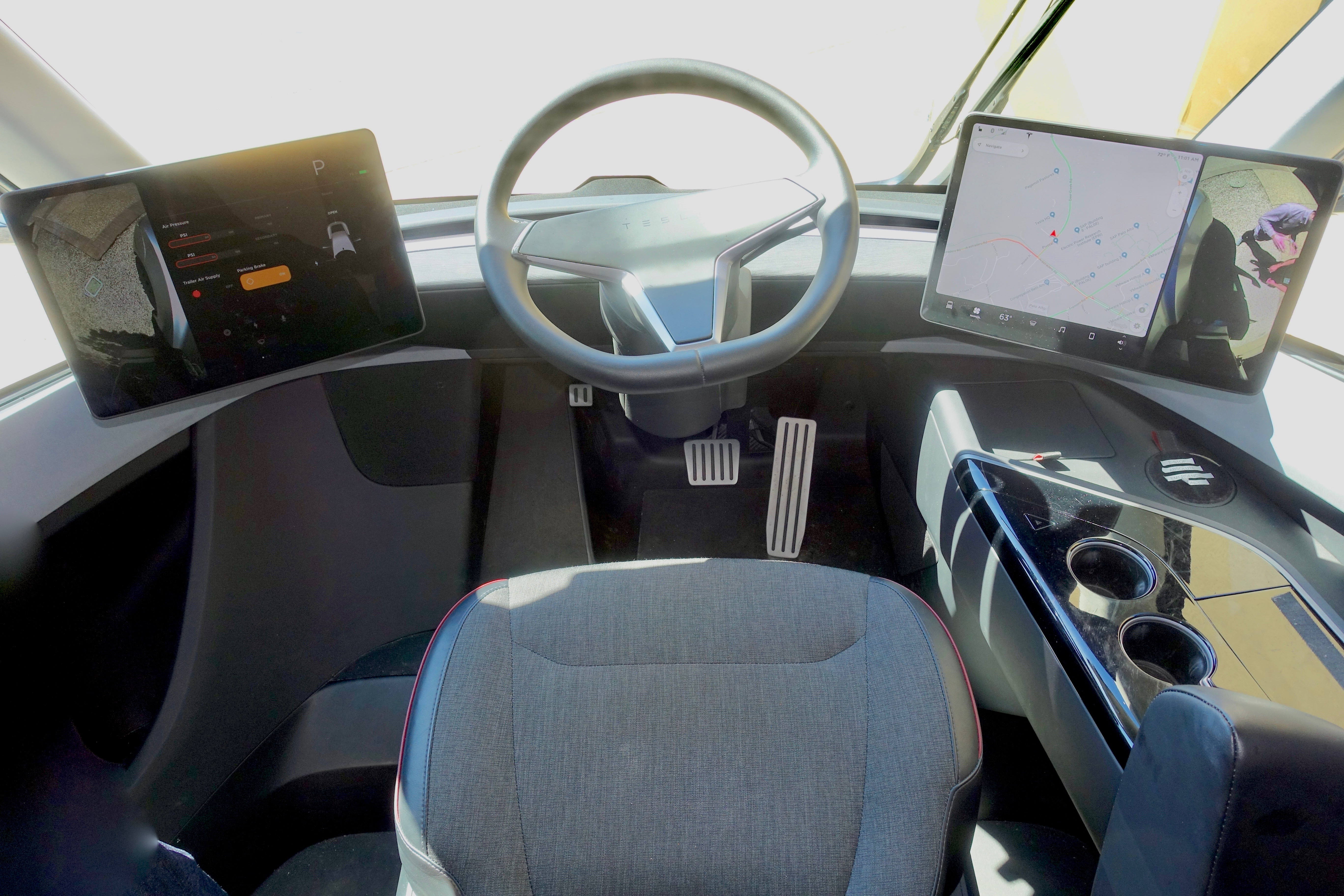
Интерьер

Разработкой грузовика руководит Джером Гильен, бывший программный директор Tesla S и вице-президент по проектированию транспортных средств.
Первоначально презентация грузовика была запланирована на сентябрь 2017 года.
4 октября 2017, за три недели до официального анонса, на сайте Reddit один из пользователей опубликовал фотографию автомобиля, который может быть грузовиком Tesla, однако в компании отказались комментировать появившееся фото. Во время выступлений на презентации модели Semi учредитель компании отметил, что производство подобного электрического грузовика станет новым шагом в сторону освобождения экономики от использования ископаемого топлива.
На презентации, которая прошла 16 ноября 2017, стали известны технические характеристики грузовика: на одном заряде аккумулятора он может проехать до 800 километров; без груза Semi может разогнаться до 100 км/ч за 5 секунд, при полной загрузке (36 тонн) — за 20 секунд; коэффициент аэродинамического сопротивления кабины (Cx) заявлен на уровне 0,36. Время полной зарядки аккумулятора составляет 40 минут (при этом на 80 % он заряжается за 30 минут).
Грузовик относится к 8 классу (по американской классификации) с максимальной разрешённой массой более 15 тонн.
Стёкла грузовика изготовлены из специального усиленного стекла и отличаются повышенной прочностью.
Протестировать работу каравана автомобилей в беспилотном режиме компания собирается (2017) в пустыне штата Невада.
В конце января 2018 года появились свидетельства того, что в калифорнийском Саннивейле компания начала испытания грузовика на дорогах общего пользования.
Выпуск Tesla Semi изначально планировали начать в 2019 году. Позднее начало производства было перенесено на 2021 год.
9 июня 2020 года Илон Маск заявил, что электрический тягач готов: «Пришло время сделать всё возможное и довести Tesla Semi Truck до серийного производства. До сих пор оно было ограниченным, что позволило нам улучшить его». В результате 10 июня впервые в истории акции Tesla стали стоить более 1 тыс. долларов за штуку, а капитализация компании превысила 185 млрд долларов. По этому показателю Tesla обошла японскую Toyota, став самым дорогим автопроизводителем в мире.
Спустя пять лет после изначальной презентации, в октябре 2022 года, стартовало серийное производство грузовиков Semi. 1 декабря первые выпущенные грузовики в количестве 36 машин были доставлены первому заказчику — компании PepsiCo (всего же компания заказала у Tesla 100 грузовиков).

## Заказы
Первые предзаказы компания получила в день пресс-конференции, а к декабрю 2017 года количество предзаказов, по некоторым расчётам, могло превысить тысячу грузовиков. Первоначальный депозит, который требуется при заказе, составлял 5000 долларов США. Позднее, после презентации в ноябре 2017 года, он был увеличен до 20 000 долларов.
| Покупатель              | Количество |
| ----------------------- | ---------- |
| Anheuser-Busch          | 40         |
| Bee'ah                  | 50         |
| DHL Supply Chain        | 10         |
| PepsiCo                 | 100        |
| Sysco                   | 50         |
| United Parcel Service   | 125        |
| Walmart                 | 15         |
| Pride Group Enterprises | 150        |
| Walmart Canada          | 130        |